# Oliver Daemen
Oliver Daemen (ur. 20 sierpnia 2002 roku w Oisterwijk) – holenderski kosmiczny turysta. W 2021 roku, w wieku 18 lat został najmłodszą osobą, która poleciała w kosmos, w ramach misji Blue Origin NS-16.
Jego ojciec Joes Deamen zajął drugie miejsce w aukcji dotyczącej zakupu miejsc na lot kosmiczny, jednak po rezygnacji zwycięzcy, zostało mu przydzielone miejsce, które przekazał synowi Oliverowi. Oliver Daemen
20 lipca 2021 roku na pokładzie  RSS First Step odbył suborbitalny lot kosmiczny. Wraz z nim poleciała Wally Funk oraz bracia Mark Bezos i Jeff Bezos. Stał się tym samym najmłodszą osobą, która poleciała w kosmos.
Otrzymał FAA Commercial Space Astronaut Wings.
Stowarzyszenie Uczestników Lotów Kosmicznych (Association of Space Explorers) przyznało mu Universal Astronaut Insignia za lot suborbitalny (nr 25).
Posiada licencję pilota.